# 霍赫卡爾特山
47°34′09″N 12°51′56″E / 47.56917°N 12.86556°E

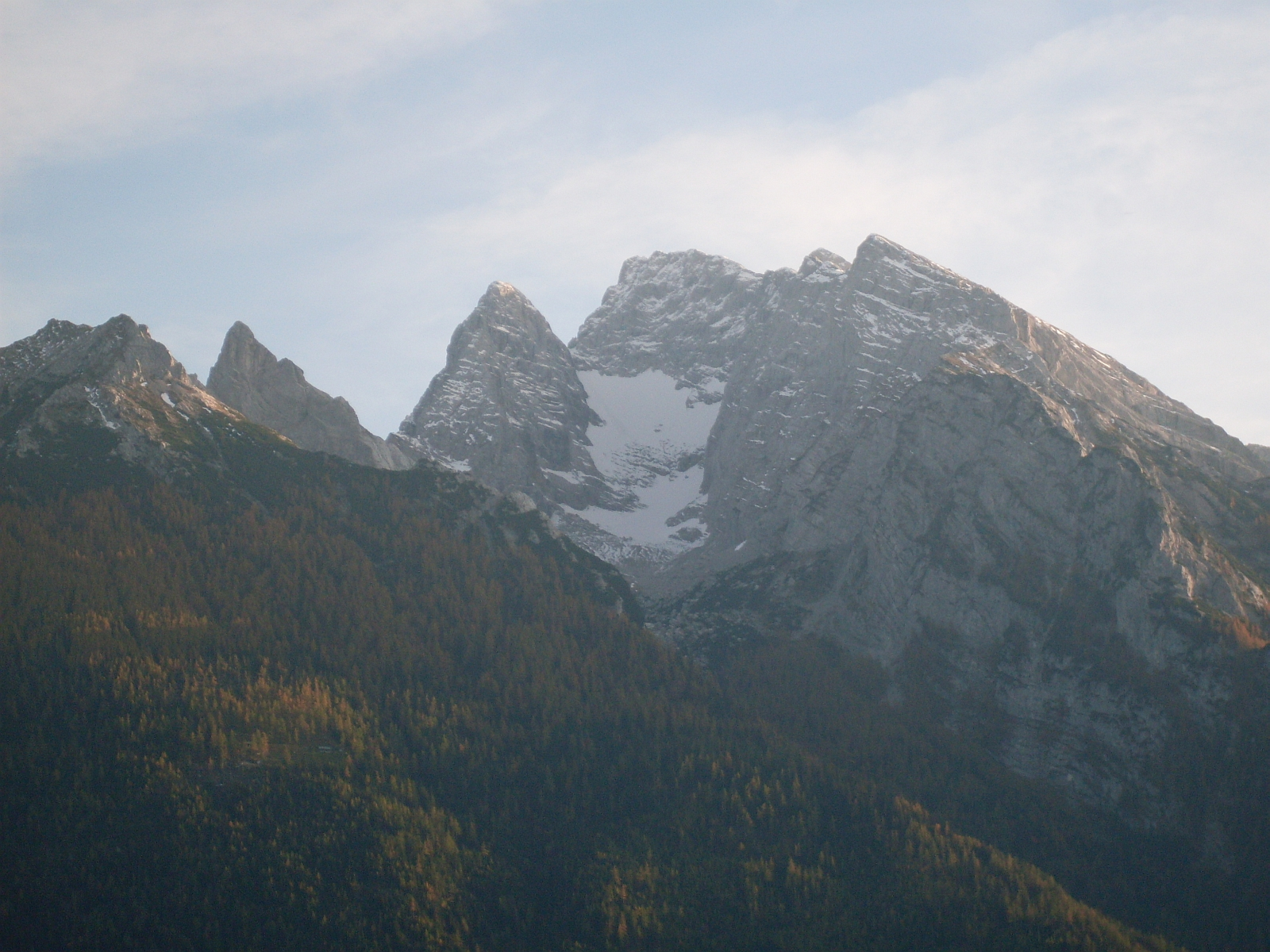

霍赫卡爾特山（德語：Hochkalter），是德國的山峰，位於該國東南部，由巴伐利亞負責管轄，屬於貝希特斯加登阿爾卑斯山脈的一部分，海拔高度2,607米，人類在1830年首次登頂。